# The Wake (Voivod)
The Wake è il quattordicesimo album in studio del gruppo heavy metal canadese Voivod, pubblicato nel 2018.

## Tracce
1. Obsolete Beings – 5:35
2. The End of Dormancy – 7:42
3. Orb Confusion – 6:00
4. Iconspiracy – 5:16
5. Spherical Perspective – 7:41
6. Event Horizon – 6:11
7. Always Moving – 5:12
8. Sonic Mycelium – 12:24

## Formazione
- Michel “Away” Langevin – batteria
- Denis “Snake” Bélanger – voce
- Daniel “Chewy” Mongrain – chitarra
- Dominique “Rocky” Laroche – basso